# John Foulds
John Herbert Foulds (* 2. November 1880 in Manchester; † 24. April (oder 25. April) 1939 in Kalkutta) war ein britischer Komponist. Als einer der innovativsten Musiker seiner Generation experimentierte er bereits 1898 mit Vierteltönen.

## Leben
Foulds Vater war Fred Foulds (um 1853 – 1924), Fagottist im Hallé-Orchester. Zu seinen Vorfahren gehörte auch Achille Fould, Finanzminister unter Napoléon III. Bereits als Vierjähriger begann Foulds mit dem Klavierspiel, später erlernte er Oboe und Cello. Im Alter von 7 Jahren entstanden erste Kompositionen. Mit 13 Jahren verließ er sein Elternhaus und wurde bald professioneller Orchestermusiker. 1900 wurde er Mitglied des Hallé-Orchesters unter Hans Richter. Als Komponist weitgehend Autodidakt, machte ihn die Tondichtung Epithalamium, die 1906 Henry Wood bei den Proms uraufführte, auch breiteren Kreisen bekannt.
1915 lernte er seine zweite Frau Maud MacCarthy kennen, die – selbst Musikerin, die als Sängerin auch die indischen Tonleitern beherrschte – ihn in die indische Musik einführte, und so sein bereits vorhandenes Interesse an exotischen Klängen und Tonleitern verstärkte. Foulds lehrte zeitweilig auch an der Universität London.
Von 1927 bis 1930 lebte er in Frankreich und erwarb sich dort Anerkennung als einer der führenden Stummfilm-Begleiter. In Paris trat er in Kontakt mit der Künstlergruppe Les Six sowie Korngold, Ravel, Varèse und Strawinski. 1930 kehrte er nach London zurück. 1935 reiste er mit seiner Familie nach Indien, betrieb Volksmusikforschung und wurde Direktor für Europäische Musik bei All-India Radio in Delhi. 1939 verstarb er in Indien an Cholera.

## Werk
Foulds war einer der innovativsten englischen Komponisten seiner Generation. In seinem Werk mischen sich vielfältige Einflüsse: englische (Holst) mit denen der französischen Impressionisten, russische Anklänge (etwa Rachmaninow oder Skrjabin) mit indischen Skalen. Als einer der ersten europäischen Komponisten überhaupt experimentierte er bereits in einem 1898 komponierten Streichquartett mit Vierteltönen. Auch in seinen späteren Werken tauchen als Ausdrucksmittel viertel- oder mikrotonale Passagen auf. Foulds entwickelte auf Grundlage indischer Tonleitern 90 Modi, die er den traditionellen Dur- und Moll-Skalen als gleichwertig gegenüberstellte. Atonalität oder Zwölftonmusik lehnte er jedoch ab. Seine Bemühungen um eine Synthese der Musik aus West und Ost veranlassten ihn gegen Ende seines Lebens zu Kompositionen für traditionelle indische Instrumente, die jedoch in westlicher Notationsweise niedergeschrieben wurden.
Foulds komponierte Klavier- und Kammermusik (10 Streichquartette) ebenso wie Orchesterwerke und Solokonzerte (z. B. Lyra Celtica für Vokalise und Orchester, Dynamic Triptych (1929) für Klavier und Orchester). In den Jahren 1919 bis 1921 entstand A World Requiem auf christliche und hinduistische Texte; Mitte der 1920er Jahre wurde es mehrfach – mit 1.200 Sängern – in der Royal Albert Hall aufgeführt (deutsche Erstaufführung: 2. November 2014 im Wetzlarer Dom). Nach einer ersten Oper nach Dantes Göttlicher Komödie (1905–08) beschäftigte ihn später lange Zeit die Arbeit an der in Indien spielenden Oper Avatara, die aber, bis auf drei Zwischenspiele (Three Mantras from Avatara), als verloren gelten muss (wie auch etliche andere Spätwerke). Um seine Familie zu ernähren, schrieb er auch zahlreiche, durchaus erfolgreiche Werke im „leichten“ Genre, was der Entdeckung seiner „seriösen“ Musik bis heute im Wege steht.